# ひょうたん池
ひょうたん池（瓢箪池）とは、丸型の池が重なる姿が｢ひょうたん型」に見立てられる池。
一般的な｢ひょうたん型の池」については、小学校の庭や都市公園に造成される池で多く見られ、公園ならばひょうたん池公園の名称が名づけられることが多い。
また、「池」にあるとおり、家庭の庭に設ける小さな池の場合、「ひょうたん池」という名の比較的安価なプラスチックの成型品が普及し、これを埋めて池にすることが増えている。

## ひょうたん池の例
日本国内で以下の場所にひょうたん池がある。
- 毛利甲斐守邸跡の｢ひょうたん池」については、「毛利甲斐守邸跡」を参照。
- 幽玄洞 - 岩手県一関市東山町にある鍾乳洞。見所にひょうたん池がある。
- 白山公園 (新潟市)
- 水戸市植物公園
- 卯辰山花菖蒲園（ひょうたん池）
- 赤坂 (東京都港区)霊南坂町（赤坂霊南坂町） 溜池
- 石門公園
- 奥裾花自然園
- 夕張岳
- 室根山山荘 ひょうたん池
- 平和の森公園 (大田区)
- 兵庫島公園「兵庫池（ひょうたん池）」
- 馬事公苑日本庭園（ひょうたん池）
- 鶴田沼 農業用ため池
- 後楽園ひょうたん池
- 大内氏館
- 溜池(別名ひょうたん池)
- 多摩川緑地ひょうたん池
- 川岡 (高松市)ひょうたん池
- 八幡山公園
- 御池岳ひょうたん池
- 大塚 (三木市)ひょうたん池
- 太陽の丘えんがる公園
- 松ヶ岡公園
- 奈良県立民俗博物館
- 志賀高原ひょうたん池
- 島原中央道路 ひょうたん池公園
- 豊川市立小坂井西小学校
- 浅草公園四区 - 現存せず。「瓢簞池 (浅草)」を参照。
- 鏡平山荘
- 中部山岳国立公園
- 大倉公園ひょうたん池 - 別邸が建設された当時に造成された池を市が公園化した際に整備・改修したもの。
- 松ヶ池公園 - オアシスタウン構想として、音楽と噴水の「松ヶ池」と滝の流れる「ひょうたん池」を結ぶ「せせらぎ」が整備された。
- 栃木県立宇都宮高等学校
- 春採公園
- 府中市 (東京都)郷土の森公園修景池。(寿中央公園　ひょうたん池）
- 徳島県鳴門総合運動公園
- 函館公園
- 国立科学博物館附属自然教育園（港区白金台、ひょうたん池（高松松平家下屋敷の庭園の一部）
- 明治公園 (根室市)
- 天童市大字高木（ひょうたん池）
- 高ボッチ高原（ひょうたん池）
- 松浜の池 - 形状からひょうたん池とも呼ばれる
- 新潟市立大形小学校（ひょうたん池）
- 杉並区 和田堀公園 (和田堀池、通称ひょうたん池）

ほか

## 参考
- 石川真澄 - 現在学・入門(48)ひょうたん池に見る日本（世界 (704), 186-188, 2002年8月号）